# تیم ملی والیبال زنان ایتالیا
تیم ملی والیبال زنان ایتالیا تیم ملی والیبال زنان کشور ایتالیا است.